# Артемије Радосављевић
Марко Радосављевић (монашко име му је било Артемије; Лелић, код Ваљева, 15. јануар 1935 — Ваљево, 21. новембар 2020) био је рашчињени епископ рашко-призренски и косовско-метохијски.
Епископски чин му је одузет 19. новембра 2010. и враћен је у чин монаха. Дана 28. маја 2015. изопштен је из Цркве.

## Биографија
Артемије Радосављевић је рођен у селу Лелић, које је и родно село Светог владике Николаја. У младости се упознао са Светим Јустином Поповићем који је у то време живео у манастиру Ћелије. Свети Јустин Поповић га је замонашио након завршетка богословије 20. новембра 1960. године у манастиру Ћелије.
По завршетку Теолошког факултета у Београду уписао је последипломске студије у Атини где је са успехом одбранио докторску дисертацију са темом: „Τὸ Μυστήριον τῆς Σωτηρίας κατὰ τὸν Ἅγιον Μάξιμον τὸν Ὁμολογητήν (Тајна спасења по Светом Максиму Исповеднику)“.
Потом се повлачи у манастир Црна Река где проводи тринаест година.
Изабран је за епископа рашко-призренског у мају 1991. године.
Приликом посете потпредседника Сједињених Држава, Џоа Бајдена, епископ Артемије није дао благослов за Бајденову посету манастиру Високи Дечани, издајући оштро срочено саопштење насловљено „Дечани и Бондстил — најпре Тадић сада Бајден“, али је Свети архијерејски сабор СПЦ ту одлуку поништио и изразио жаљење због ње.

### Рашчињење и раскол
Свети архијерејски синод Српске православне цркве је 13. фебруара 2010. привремено разрешио епископа Артемија од управљања Рашко-призренском епархијом. Разлог је био испитивање финансијско-материјалног вођења послова те епархије. Администратор епархије је постао умировљени епископ захумско-херцеговачки и приморски Атанасије. На терет су му се стављали низ поступака којима је нарушавао поредак унутар СПЦ, организовањем делатности унутар епархије али и ширење утицаја у другим епархијама. Такође, због отвореног писма упућеног цариградском патријарху, забрањен му је улазак на Свету гору. Поред тога на терет му се ставља да је незаконито отуђио имовину Српске православне цркве тако што је Албанцу Кољ Каманију продао пословни простор за 150.000 евра и при том је новац добио на руке.
Свети архијерејски сабор Српске православне цркве је на редовном пролећном заседању 2010. године разрешио и умировио епископа Артемија. Епископ Артемије је задржао владичански и архијерејски чин, али без права управљања епархијом. Од суботе 26. јуна 2010. живио је у манастиру Шишатовац на Фрушкој гори. Одлуком Светог архијерејског сабора Српске православне цркве од 19. новембра 2010, одузет му је епископски чин, и враћен је у чин обичног монаха, с образложењем да је заједно са својим следбеницима „крајње неразумним поступком ступио је на пут отвореног раскола и устао на саборно јединство Српске православне цркве“.
Упркос томе што му је одузет епископски чин, монах Артемије се представља као „епископ рашко-призренски у егзилу“, облачи владичанске одежде и „служи“ архијерејску литургију заједно са својим присталицама у тзв. Цркви Светог Јована у шумадијском селу Љуљаци.
Свети архијерејски сабор Српске православне цркве га је 25. маја 2015. позвао на јединство, након негативног одговора Сабор га је изопштио 28. маја 2015.
Против њега се током 2017. године водио судски поступак поводом проневере црквеног новца.

## Смрт и сахрана
Преминуо је 21. новембра 2020. године у Ваљеву од компликација КОВИД-19 током истоимене пандемије у Србији. Преминуо је у колима Хитне помоћи на путу од ваљевске болнице до Клиничко-болничког центра Др Драгиша Мишовић у Београду.
Сахрањен је 23. новембра 2020. у манастиру Нова Никеја, у Лелићу код Ваљева.